# Águas de Março
"Águas de Março" es una canción brasileña de 1972 del compositor Tom Jobim. La canción fue lanzada inicialmente en el sencillo Disco de Bolso, o Tom de Jobim e o Tal de João Bosco, y luego en el álbum Matita Perê, al año siguiente. En 1974, se lanzó una versión a dúo con Elis Regina en el LP Elis & Tom. Más tarde, Tom Jobim compuso una versión en inglés, que mantuvo la estructura y la metáfora central del significado de la letra.
La canción llegó a inspirar incluso una campaña publicitaria de la empresa Coca-Cola en los años 80, con un arreglo más cercano al rock y otra letra. La versión en inglés de la canción también se utilizó, en la década de 1990, como tema publicitario para el lanzamiento del Centro Ayala en Filipinas.
En 2001, fue nombrada como la mejor canción brasileña de todos los tiempos en una encuesta de 214 periodistas, músicos y otros artistas brasileños realizada por el periódico Folha de S.Paulo. En la encuesta realizada por la edición brasileña de la revista Rolling Stone, en 2009, la canción ocupa el segundo lugar, detrás de "Construção ", de Chico Buarque de Holanda.

## Antecedentes
En el año anterior a cuando compuso "Águas de Março", Tom Jobim había sufrido la única gran persecución política de su vida. En protesta contra la censura que imperaba durante la dictadura militar en Brasil, Tom Jobim y algunos compositores firmaron un manifiesto y se retiraron del Festival Internacional da Canção, de la Rede Globo. Doce artistas, incluido Tom, fueron detenidos e interrogados durante unas horas. Según declaraciones posteriores de Chico Buarque, Edu Lobo y Ruy Guerra, un director de la emisora estuvo presente e insistió en que los compositores se retractaran y volvieran al festival. La presión no funcionó, pero -en opinión de Chico y Ruy- instigó al aparato represor del régimen a encuadrarlos en la Ley de Seguridad Nacional. Posteriormente, Tom fue citado varias veces para dar testimonio, incluso le intervinieron el teléfono y violaron sus cartas. Según Tom, el problema se resolvió "de una manera muy brasileña", cuando un empleado de policía simpatizante lo llamó y le dijo: "Mira, no quieres meterte con la policía".. . No es bueno aquí. El negocio de la policía no es bueno. Voy a llegar a un acuerdo aquí para ti.. ." Entonces, el empleado escribió una declaración que Tom firmaría. "Este papel dice que no fue tu intención".
También durante el período de grabación del disco "Matita Perê", Tom Jobim tenía otras razones para estar preocupado, que aludían a problemas de salud, el final de un proyecto de vida o la falta de interés en ellos, algo que mencionaría en entrevistas posteriores. En 1988, Tom contó a la revista Playboy que, en el momento de la creación de "Águas de Março", "el médico le había dicho que se iba a morir de cirrosis. Era un resto de tronco, estaba un poco solo(...)". En 1992, declaró para el Jornal do Brasilque escribió la canción "en un período en que estaba muy deprimido. Sentí que todo había terminado para mí, que no tenía nada más que hacer. Bebí mucho." Según la declaración de Edu Lobo, a Tom le molestaba que "nadie escuchara sus discos". Helena Jobim también afirmó que su hermano tocaba en ese período cuando temía terminar su carrera "a los 80 años, cantando 'Garota de Ipanema', en un circo de campo y siendo abucheado".

## Letras y música
"Águas de Março" fue compuesta por Tom Jobim en marzo de 1972. El tema comenzó a ser trabajado en la guitarra en su finca en Poço Fundo, en São José do Vale do Rio Preto, en la región serrana de Río de Janeiro. Según el testimonio de Thereza Hermanny, esposa de Tom en ese momento, la inspiración para "Águas de Março" llegó al final de un día agotador de trabajo provocado por la composición de "Matita Perê" (una futura sociedad con Paulo César Pinheiro ), de donde salen los primeros versos "es palo, es piedra, es el final del camino".

(...)assim como quem está cansado mesmo(...) Quer dizer: foi uma música que surgiu numa hora em que ele estava querendo descansar
... así como quien esta realmente casado (...) Quiere decir: fui una música que surgió en una hora en que él estaba queriendo descansar
Thereza Hermmany, sobre como surgieron los primeros versos de "Águas de Março"

Inmediatamente después de darse cuenta del valor de la canción, aún de madrugada, Tom llamó a la ventana y despertó a su hermana Helena y a su cuñado para mostrarles el primer borrador de la letra, con la introducción y las primeras frases, escritas a lápiz sobre un papel de regalo de pan. Thereza recuerda que le consiguió "un papel para los dibujos de los niños, porque allí no había mucho trabajo". No es de extrañar que un primer borrador de la letra contuviera un gran número de referencias concretas: "el proyecto de la casa", "la viga", "el desnivel", "la leña", "el ladrillo que llega", "el cuerpo en la cama".
De regreso en Río de Janeiro, completó la canción en una tarde. Tan pronto como terminó, Tom "pasó por Antonio's y llamó a todos sus amigos que estaban ocupando la terraza del restaurante para escuchar la música nueva en su casa". Cuando se reunieron alrededor de Tom, "sacó un papel arrugado de su bolsillo" y "tocando la guitarra, cantó la canción (.. . ) Quien llegaba a su casa, en esos días, era inmediatamente contemplado con la audición de 'Águas de Março'".
"Águas de Março" tuvo al menos dos grandes fuentes de inspiración. Uno es el poema "El cazador de esmeraldas", del poeta parnasiano Olavo Bilac ("Fue en marzo, al final de la lluvia, casi a la entrada / del otoño, cuando la tierra sedienta / había bebido mucho tiempo las aguas del estación (. . . )" ) Otra es una puntada de macumba, grabada con éxito por JB de Carvalho, del Conjunto Tupi ( "Es madera, es piedra, es piedrecita, la baiana lo revuelve todo" ).
La estructura musical está articulada por una máquina de movimiento perpetuo. Su letra se estructura en torno a un único verbo (ser), conjugado en tercera persona del singular en presente en prácticamente todos los versos -excepto el estribillo, que se transforma en plural ( "São as Águas de Março (. . . )". Hay una alternancia constante entre versos considerados optimistas y pesimistas, además del uso de antítesis ("vida", "sol" / "muerte", "noche"), pleonasmo ("viento que sopla"), paronomasia ("punta" / "punto" / "cuento" / "cuenta").
Sus letras tienen poco carácter narrativo y fuerte imaginería, constituyéndose como series descriptivas conectadas a un amplio espacio semántico. Muchos elementos, de carácter general, pueden referirse a la escena del sitio: "madera", "piedra", "resto del tocón", "peroba-do-campo", "nudo en madera", "caingá", "candeia". ", "matita perê", que encaja "Águas de Março" en un repertorio de canciones ecológicas -que luego incluiría "Chovendo na roseira", "Boto", "Correnteza", "Passarim", además de los instrumentales "Rancho das Nubes" y "Nubes Doradas".
La letra se asemeja a una corriente de conciencia, refiriéndose a seres como un palo, una piedra, un fragmento de vidrio, un nudo en la madera, un pez, el final del camino y muchos otros. La metáfora central de "Aguas de marzo" es tomada como una imagen del paso de la vida cotidiana, su movimiento perpetuo, su inevitable progresión hacia la muerte, como las lluvias de fines de marzo, que marcan el final del verano en el sureste de Brasil. La letra acerca la imagen del "agua" a una "promesa de vida", símbolo de renovación.
La letra y la música operan en progresiones lentas y graduales, como inundaciones. Los efectos de orquestación se vuelven cinematográficos, a partir de las relaciones que establecen entre elementos musicales e imágenes de texto. Algunas metáforas destacan por su sutileza y propiedad, como la casi imperceptible "caída desde el precipicio", que se produce en una rara variación rítmica de la línea del contrabajo, además de varios movimientos de aumento y disminución de las cuerdas, reforzando el atractivo. de la imagen de la lluvia en la letra.

## Lanzamiento
"Águas de Março" fue lanzado originalmente como cara A de un sencillo insertado en el diario O Pasquim, en mayo de 1972. La idea habría surgido del cantante y compositor Sérgio Ricardo, quien había propuesto el lanzamiento de un sencillo sencillo que combinara, de cada lado, una canción de un artista reconocido, y del otro, de un debutante. Llamado Disco de Bolso, o Tom de Jobim e o Tal de João Bosco, también apareció en la cara B "Agnus sei", el debut de João Bosco (y una asociación con Aldir Blanc ).
La canción fue lanzada, como pista 1, en el LP Matita Perê, del mismo año. Tom Jobim tocó el piano y la guitarra, mientras que la percusión y la batería estuvieron a cargo, respectivamente, de Airto Moreira y João Palma.
En 1974, se lanzó una nueva versión de Tom, grabada con Elis Regina para el álbum a dúo Elis & Tom, y logró un mayor éxito comercial. Para esta versión fueron acreditados César Camargo Mariano y Tom Jobim (piano), Hélio Delmiro y Oscar Castro Neves (guitarra), Luizão Maia (bajo eléctrico), Paulinho Braga (batería).

## Versiones
Águas de Março tuvo varias versiones regrabadas, tanto en Brasil como en el exterior. En su país de origen, se destacaron grabaciones de João Gilberto, Leny Andrade, Miúcha, Nara Leão, Joyce, Danilo Caymmi, Sérgio Mendes y d'Os Cariocas. En otros países, Aguas de marzo, como se tradujo literalmente, recibió interpretaciones de, entre otros, Art Garfunkel, Al Jarreau, Ella Fitzgerald y Dionne Warwick. Una versión en francés, Les Eaux de Mars, fue interpretada por el cantante Georges Moustaki y la estadounidense Stacey Kent. En la película "La peor persona del mundo", de la trilogía de Oslo, hay una versión de la película protagonizada por el estadounidense Art Garfunkel.

### Versión inglesa
El compositor originalmente escribió dos versiones de la letra, una en portugués y otra en inglés, esta llamada Aguas de marzo, que mantuvo la estructura y metáfora central del significado de la letra. Para el inglés, trató de evitar palabras con raíces latinas, por lo que la versión en inglés terminó teniendo más versos que la lengua materna. La letra inglesa conserva la característica de enumeración de elementos presente en portugués. Sin embargo, se omitieron algunas referencias específicas a la cultura brasileña, como la fiesta de la cumeeira y la botella de caña, así como a la flora brasileña, la peroba do campo, y el folclore, Matita Pereira. Además, la versión en inglés también adopta un punto de vista específico, que se asemeja al de un observador del hemisferio norte. En este contexto, las aguas mencionadas son las aguas del hielo derretido, y no las lluvias de finales de verano en el hemisferio sur a las que se refiere el texto portugués. La "promesa de vida" en el texto portugués se convirtió en "promesa de primavera ", la referencia más relevante para la mayor parte del mundo del norte.